# Rhys Lewis
Rhys Lewis (Oxford, 18 marzo 1981) è un cantautore britannico. Legato alla Decca Records, nel corso della sua carriera ha pubblicato 2 album in studio e 2 EP.

## Biografia
Nato ad Oxford da due insegnanti, inizia ad esibirsi in un locale chiamato Dinner Lady insieme a uno dei suoi fratelli già durante l'adolescenza, proponendo principalmente cover di altri artisti. All'età di 19 anni, Lewis si trasferisce a Londra per frequentare l'accademia London Centre of Contemporary Music. Nel 2016 ottiene un contratto discografico con Decca Records e pubblica il suo singolo di debutto Waking Up Without You. Dopo aver pubblicato altri singoli tra 2017 e 2018, sempre nel 2018 pubblica l'EP Bad Timing e intraprende un'attività concertistica.
Nel 2019 pubblica il secondo EP In Between Minds e intraprende il suo primo tour da headliner sul suolo nazionale. Nel 2020 pubblica il suo album d'esordio Things I Chose to Remember, i cui brani trattano temi come la salute mentale, la descrizione che i media danno dell'essere umano e la fine di relazioni amorose. Nel 2021 nel 2022 l'artista continua a pubblicare singoli e intraprende un secondo tour da headliner. Nel gennaio 2023 pubblica il suo secondo album in studio Corner of the Sky.

## Stile e influenze musicali
Lewis cita Alex Turner, Led Zeppelin e Bill Withers tra le sue principali fonti d'ispirazione.

## Discografia

### Album
- 2020 – Things I Chose to Remember
- 2022 – Corner of the Sky

### EP
- 2018 – Bad Timing
- 2019 – In Between Minds

### Singoli
- 2016 – Waling Up Without You
- 2017 – Living in the City
- 2017 – I Know the Feeling
- 2017 – Be Your Man
- 2017 – Wish I Was Sober
- 2018 – Could I've Been
- 2019 – Hold on to Hapiness
- 2019 – What If
- 2020 – When Was the Last Time?
- 2020 – The Sun Will Rise
- 2020 – Good People
- 2020 – Not Right to Love You
- 2020 – July
- 2021 – Halo
- 2021 – Seasons
- 2022 – Happy Fucking Birthday
- 2022 – Alone
- 2022 – Simple
- 2022 – Midnight
- 2022 – The Middle
- 2022 – This Time of the Year
- 2023 – To Be Alive